# Martin Chuzzlewit
La vida i aventures de Martin Chuzzlewit, més conegut com a Martin Chuzzlewit, és una novel·la de l'escriptor britànic Charles Dickens, considerada la darrera de les seues novel·les picaresques. Es publicà en fulletó entre 1843-44. Dickens digué que Martin Chuzzlewit potser era el seu millor treball, però no fou gens popular. Igual que quasi totes les novel·les de Dickens, Martin Chuzzlewit es publicà en lliuraments mensuals. Les vendes inicials foren decebedores en comparança amb obres anteriors, per això Dickens canvià el pla i envià el personatge del títol als Estats Units. Això li permeté retratar els Estats Units (que havia visitat el 1842) satíricament com un desert prop de la civilització amb les butxaques plenes de venedors ambulants.
El tema principal de la novel·la, segons un prefaci de Dickens, és l'egoisme, interpretat d'una manera satírica amb tots els membres de la família Chuzzlewit. La novel·la també és notable per altres dos personatges: Seth Pecksniff i Jonas Chuzzlewit.
Fou adaptada a una minisèrie de televisió el 1994 amb guió de l'escriptor David Lodge.

## Argument
Martin Chuzzlewit és una sàtira en resposta a Swift, en la qual el jove Martin observarà irònicament la societat nord-americana, que no ix ben parada en les seues consideracions. Es troba dins del gènere picaresc, perquè és una crítica mordaç sobre el panorama social i polític dels Estats Units.
Però és també una novel·la d'intriga formada principalment per tres elements: la trama sobre Pecksniff i Jonas, que inclou l'estudi psicològic d'un criminal i la recerca del crim; el viatge del jove Martin a l'Edén, la sàtira política de la societat nord-americana; i el que succeeix sobre Sarah Gamp, que s'entrecreua amb la primera trama.

## Publicacions
Martin Chuzzlewit es publicà en 19 lliuraments mensuals, cadascú compost per 32 pàgines de text i 2 il·lustracions de K. "Phiz" Vrowne.